# Bunoderinae
Bunoderinae (лат.) — подсемейство паразитических плоских червей в составе семейства Allocreadiidae из подкласса дигенетических сосальщиков (Digenea). Отличаются чередованием поколений со сменой хозяев: два промежуточных и окончательный. В роли окончательных хозяев выступают преимущественно представители семейств окуневых и колюшковых, реже лососевых. В том числе в качестве окончательных хозяев могут выступать хвостатые лягушки Ascaphus truei для рода Bunoderella. Виды этого подсемейства широко распространены на территориях Евразии, Японии, Северной и Южной Америки.
Номинально подсемейство насчитывает 2 рода - Bunodera и Bunoderella Schell, 1964.